# Will Hay
William „Will“ Thomson Hay (* 6. Dezember 1888 in Stockton-on-Tees, England; † 18. April 1949 in London, England) war ein britischer Schauspieler, Komiker, Gelegenheitsregisseur, Pilot und Astronom. Einer langjährigen Phase als populärer Varieté-Künstler der Vorkriegszeit folgte eine kurzzeitige Starkarriere beim Film der 1930er und frühen 1940er Jahre.

## Leben
Will Hay wuchs in London und im Großraum Manchester auf und erhielt, ganz in der Familientradition, eine Ausbildung im Ingenieurswesen. Nebenbei erlernte er auf Wunsch des Vaters ein Instrument (Hay wählte die Geige), mit dem er auf Partys und im Rahmen von Privatkonzerten aufspielte. Sein erstes Geld verdiente er als Buchhalter und, die Tradition des Vaters aufgreifend, im Maschinenbaubereich. Von Dezember 1907 bis zu seinem Tod war er mit Gladys Perkins verheiratet, mit der er drei Kinder hatte (Sohn Will Hay Jr. spielte später in Good Morning, Boys mit). 1935 zerbrach die Ehe und Hay verbrachte seine restlichen Jahre mit der Norwegerin Randi Kopstadt.

### Bühne
Hay hatte ein Talent für kleine Showeinlagen und humoristische Geschichten entwickelt und debütierte 1909 mit einem Lehrersketch auf der Bühne. Seine Auftritte als autoritätsheischender, geistig jedoch eher unterbelichteter Lehrer – eine seiner Schwestern war Lehrerin in Schottland und pflegte die Familie mit witzigen Anekdoten aus dem Schulalltag zu amüsieren – sollten sowohl auf den Bühnen der Music Halls als auch später im Film die größten Lacher erzielen. 
In den folgenden Jahrzehnten tingelte Hay mit zum Teil skurrilen Bühnentruppen durch die Lande, darunter eine schwarze Minstrelshow. Von 1918 bis 1920 gehörte er der Formation von Fred Karno an, die zuvor Charlie Chaplin und Stan Laurel hervorgebracht hatte. Ab den 1920er Jahren arbeitete Hay auch für das Radio, anfangs unter dem Pseudonym Charlie Kidd. Als etablierte Music Hall-Größe führten ihn seine Tourneen rund um die Welt, u. a. 1927 in die Vereinigten Staaten und 1928/29 nach Südafrika. Sein Publikum bestand aus Buren (in Südafrika) und Schäfern (in Australien), Maoris (in Neuseeland), Trappern (in Kanada) und Cowboys (in den Vereinigten Staaten).

### Film
Erst spät, ab 1933, wandte sich Hay dem Film zu. Hier verkörperte er wie seine zeitgenössischen amerikanischen Komiker-Kollegen W. C. Fields und Leon Errol (sowie später der Franzose Louis de Funès) moralisch nicht ganz einwandfreie Charaktere, die zwischen Trotteligkeit und Gerissenheit schwanken und dem Zuschauer aufgrund ihrer allzu menschlichen Schäbigkeit dennoch sympathisch sind. Hay spielte Oberlehrer, Polizeibeamte, Stationsvorsteher, Rechtsanwälte, Kapitäne, generell gewichtig tuende, aber hoffnungslos inkompetente Autoritätspersonen, die ihre Ämter oft Zufällen, Verwechslungen, Vetternwirtschaft oder gar gefälschten Empfehlungsschreiben verdankten. 
Mit Boys Will Be Boys, der als erstes typisches Hay-Vehikel gilt, begann 1935 die fruchtbare Zusammenarbeit des Komikers mit Michael Balcons Gainsborough Pictures. Mit diesem Film adaptierte er seinen bühnenerprobten Schulmeister-Charakter samt Doktorhut und Zwicker erfolgreich für die Leinwand. Lehrer verkörperte er auch in den späteren Komödien Good Morning, Boys (1937), Convict 99 (1938), Old Bones of the River (1938), The Ghost of St. Michael's (1941) und The Goose Steps Out (1942). (Im Grenzfall Convict 99 findet sich der zu Beginn des Films suspendierte Lehrer Hay unversehens als Gefängnis-Chef wieder, der die gestandenen Insassen fortwährend mit „boys“ anredet.) Die Komödien, die ab 1937 in die Kinos kamen, wurden von Marcel Varnel inszeniert, einem versierten Handwerker mit gutem Sinn für Timing. 
Von 1936 bis 1940 bildete Hay ein erfolgreiches Komiker-Trio mit Moore Marriott und Graham Moffatt, dass sich eher zufällig im Film Windbag the Sailor (1936) zusammenfand. Während die Namen von Hays Filmfiguren ständig wechselten (die Vornamen lauteten meist Benjamin oder William), verkörperten die beiden Mitspieler in den sechs gemeinsamen Filmen stets dieselben Charaktere: Moffatt spielte den feisten und schnodderigen Heranwachsenden Albert Brown, Marriott (der im wirklichen Leben nur drei Jahre älter als Hay war) den quirlig-exzentrischen Greis Jerry Harbottle. Trotz herausragender Komödien wie Oh, Mr. Porter! (1937) und Ask A Policeman (1939) war Hay dieser Teamarbeit bald überdrüssig, da der Slapstick-Anteil der Filme schnell seine eigentliche Spezialität, den Sprachwitz, zu überlagern begann.
Für seine letzten vier Filme wechselte Hay daher Anfang der 1940er Jahre zu den Ealing Studios über. Die letzten drei Werke inszenierte er selbst, zusammen mit Basil Dearden, einem weiteren Regie-Neuling. Mit der für Hay untypischen schwarzen Komödie My Learned Friend (1943), die von Kritikern neben Oh, Mr. Porter! bisweilen als sein bester Film bewertet wird, beendete der Komiker seine nur zehn Jahre währende Karriere vor der Kamera auf hohem Niveau.
1942 meldete sich Will Hay zur Marine und bekleidete bei der Royal Naval Volunteer Reserve den Rang eines Sub-Lieutenant. Seine sich verschlechternde Gesundheit bedeutete das Ende seiner Filmkarriere, er blieb aber dem Rundfunk erhalten. Ab August 1944 wurde wöchentlich ein halbstündiges Will Hay-Programm live aus dem Paris Cinema beim Piccadilly Circus übertragen. An Krebs erkrankt, zog sich der Komiker schließlich ins Privatleben zurück. Seit einem Schlaganfall im Jahr 1947 halbseitig gelähmt, starb Hay 60-jährig zwei Jahre später.

### Andere Aktivitäten
Als begeisterter Freizeitastronom errichtete Hay ein eigenes Observatorium und verfasste 1935 ein auch für Laien verständliches Buch unter dem Titel Through My Telescope. Hay machte sich zudem einen Namen als Privatpilot, als der er bereits im Jahr 1910 ein selbstgefertigtes Segelflugzeug besaß. Später nahm er an diversen Flugwettbewerben teil und verpasste den Sieg des King’s Cup von 1928 nur knapp. Seine Kenntnisse in Astronomie und der Fliegerei konnte er in der zweiten Hälfte des Zweiten Weltkriegs als Lehrkraft (Astronomie und Navigation) beim britischen Sea Cadet Corps anwenden.
Hay galt auch als Sprachtalent. Neben Englisch sprach er fließend Deutsch, Italienisch, Latein, Norwegisch, Afrikaans und – im Gegensatz zum gespielten Radebrechen in Good Morning, Boys – auch Französisch.

### Nachleben
1986 wurde der Asteroid (3125) Hay nach ihm benannt.

## Filmografie
- 1933: Know Your Apples (Kurzfilm)
- 1934: Those Were the Days
- 1934: Radio Parade of 1935
- 1935: Dandy Dick (auch Drehbuchmitarbeit)
- 1935: Boys Will be Boys (auch Drehbuchmitarbeit)
- 1936: Where There’s a Will (auch Drehbuchmitarbeit)
- 1936: Windbag the Sailor
- 1937: Good Morning, Boys
- 1937: Otto, zieh die Bremse an (Oh, Mr. Porter)
- 1938: Convict 99
- 1938: Hey! Hey! USA
- 1938: Old Bones of the River
- 1939: Ask a Policeman
- 1940: Where’s That Fire?
- 1941: The Ghost of St. Michael’s
- 1942: Die Blockade (The Big Blockade)
- 1942: The Black Sheep of Whitehall (auch Ko-Regie)
- 1942: The Goose Steps Out (auch Ko-Regie)
- 1942: Go to Blazes (Propaganda-Kurzfilm)
- 1943: My Learned Friend (auch Ko-Regie)